# Signing Off
Signing Off è il primo album in studio del gruppo reggae britannico UB40, pubblicato nel 1980.

## Tracce
Tutte le tracce scritte dagli UB40 tranne dove indicato.
CD
1. Tyler – 5:51
2. King – 4:35
3. 12 Bar – 4:24
4. Burden of Shame – 6:29
5. Adella – 3:28
6. I Think It's Going to Rain Today (Randy Newman) – 3:41
7. 25% – 3:31
8. Food for Thought – 4:10
9. Little by Little – 3:44
10. Signing Off – 4:25
11. Madam Medusa – 12:53
12. Strange Fruit (Lewis Allan) – 4:05
13. Reefer Madness – 5:08